# الحرف التقليدية في مكة
الحرف التقليدية في مكة هي مهن وصناعات يمارسها سكان مدينة مكة بالمملكة العربية السعودية؛ من أجل الكسب وتنمية المال، فمنهم: الحدادون، والنجارون، الجزارون، وأصحاب الفنون في زخرفة المنازل، وعُمَّال البناء والحجّارة الذين يعملون في صناعة الحجر، ولكل هؤلاء شيخ يحكم ويستحكم في قوانين الصنعة، ممن اكتسب الخبرة الكافية، ويُشهد له بالحكمة والمقدرة، ويتولى تنظيم أمورهم ويمثلهم أمام الجهات الرسمية، ويرجع إليه لحل الخلافات، ويساعده النقيب في ذلك. وتلتزم كل جماعة بأصول المهنة التي تنظم العمل وتُحدد مهام ومسؤوليات كل فرد، فلا يعمل أي إنسان إلا بإذن، ويرجع إلى شيخ الصنعة.
ولأهمية الحرف اليدوية وانتشارها في مكة المكرمة قديمًا، فقد توزعت على أحيائها، حيث ظهرت حارة الباب كموطن لطائفة المعمار وكل ما يتعلق بها، وتركزت حرفة الباغة في حارة السليمانية، وشغلت الصناعات الجلدية مثل الأحذية والحُزم في الجودرية. وقد توزع غالبية المجتمع المكي الذي لم يشتغل بالعلوم على مختلف الحرف، حيث تخصصت بعض الجماعات في أعمال البناء، وأخرى في أعمال الدباغة، وجماعة في صناعة الفخار. وعادةً ما يبدأ الحرفي صبيًا (عامل)، ويتدرج في المرتبة مع إتقانه للعمل، وكسبه للخبرة اللازمة ليصل إلى مرتبة (معلم)، وقد يصبح شيخًا للحرفة إذا توفرت فيه الشروط المكملة لذلك. ولما كانت تتمتع به الحرف اليدوية من مكانة مرموقة في المجتمع المكي، ارتبطت ألقاب بعض العوائل بحرفتهم، لما لهذه الحرفة من تشريف ومكانه في المجتمع.

## شروط الطوائف
- المشيخة: أن يكون لكل حرفة شيخ يتولى الإشراف على أفرادها، من حيث الالتزام بأصول الحرف، وتطبيق التعليمات، وفض المنازعات، والبت في الشكاوي، كما يتوجب عليه اطلاع الحرفيين على كل جديد في مجال الحرفة.

- نائب عن شيخ الحرفة: ينوب عنه أثناء غيابه أو مرضه، ويساعد الشيخ في إنجاز مهامه.

- نقيب للحرفة: يتولى إبلاغ أوامر الشيخ أو نائبه لجميع معلمي الحرفة، كما يقوم بالمراقبة ومتابعة تنفيذ أوامر الشيخ، وما تصله من تعليمات.

- نظام يحكم كل مجموعة حرفية تسير بموجبه في جميع أمورها.

- مجلس للحرفة يعقد درويًا لفترة يتفق عليها، أو عند الحاجة التي يقررها الشيخ.

- من شروط الاحتراف أنه لا يمكن لأي شخص أن يعمل في أي حرفة إلا بعد مراجعة شيخ الطائفة، وإثبات خبرته فيها، ويمكن عقد مجلس من كبار معلمي الطائفة لاختباره، فإذا ثبتت صلاحيته ومقدرته يصبح معلمًا في الطائفة.

- لا بد أن ترتبط جميع الطوائف الحرفية بإدارة البلدية، بحيث يكون لها علم بكل ما يدور لدى الطائفة، ولها الحق في متابعة أي فرد من أفرادها عن طريق الشيخ أو نائبه.

وفي الوقت الحاضر أصبحت هذه المهام مقسمة بين الغرفة التجارية وأمانة العاصمة المقدسة، فالبلدية هي التي ترشح شيخ الصنعة، وتكون عن طريق الانتخاب.

## الحرفيين في مكة قبيل العهد السعودي
بسبب قدوم الحجاج إلى مكة بعد بناء إبراهيم عليه السلام للكعبة المشرفة، تطورت الحياة الاجتماعية في مكة، وظهرت فيها بعض الحرف والصناعات التقليدية البسيطة والتي لا يمكن أن تقارن بما يأتي إليها من الخارج. فمكة أرض جدباء قليلة الأمطار، ولا مكان للزراعة فيها، إلا أن وادي مكة احتفظ بمكانته الحيوية كمحطة مهمَّة لمرور القوافل التجارية بين اليمن وبلاد الشَّام، وسوق رئيسة لوقوعها وسط الطريق بين شمال الجزيرة العربيَّة وجنوبها، ما حقق لها مكانة في الميدان الاقتصادي.
وأدى ازدهار التجارة في مكة إلى ظهور بعض الحرف الخفيفة، ومن أهمها صناعة الأسلحة الخفيفة، مثل الرماح والنبال والسكاكين، كذلك صناعة الفخار من أباريق وصحاف وقدور، فضلًا عن صناعة الأسِرَّة والأرائك، ولصِلات أهل مكة التجارية بالشعوب والقبائل والأمم القريبة والبعيدة، ازدادوا فهمًا بأهميَّة التجارة البينية والدولية مع تأثرهم واقتباسهم للمظاهر الحضارية، من اجتماعية وثقافية والتي عرفوها من الروم والفرس.

### العصر الحديث
أما في العصر الحديث، فقد اتسع النطاق العمراني في مكة خاصةً في عام (1326هـ/1908م) حيث ترتب على ضعف الدولة العثمانية في هذه الفترة وزيادة الأطماع الأوروبية، زيادة الهجرات الأجنبية من الدول التي فيها مسلمون، وذلك عندما غزا الروس والإنجليز والفرنسيين العالم العربي والإسلامي، إضافةً إلى زيادة الفتن والحروب داخل الدولة العثمانية وخارجها، ما دعا المسلمين للفرار إلى مكة المكرمة والمدينة المنورة وجدة؛ لبعد هذه البلاد عن ضغط الأوروبيين واستقلالها بأحكام الدين، وقد بدا أثر ذلك ذلك في أكثر العائلات التي تسكن الحجاز اليوم، فإن أكثر من فيها ينحدر من أصل مصري أو تركي أو مغربي أو شامي أو صيني أو هندي أو أفغاني وغيرهم. ونقلت هذه الجاليات معها إلى مكة عاداتها وتقاليها وأخلاقها وكثيرًا من صناعاتها التي كانوا يكسبون قوت يومهم منها. هذا الخليط في مكة أثر في تطور الحرف والصناعات التي كانت موجودة فيها، مما أدى إلى تطور الحرف والصناعات التي كانت موجودة فيها، وازدهار الحالة الاقتصادية بها.
ولهذا، بدأ تنوع الأنشطة السكانية لأهل مكة، فبعد الطوافة كان أكثر الناس يعمل بالتجارة والكسب منها بشكل أو بآخر، وقد تنوعت هذه التجارة، ونشأت الأسواق والبائعون المتخصصون، ونشطت حركة الصرافة، وتبادل السلع مع البادية والأقاليم القريبة والبعيدة والأمصار الإسلامية، وكان ذروة نشاطها في موسم الحج. أما النشاطات الأخرى التي توازي التجارة وتتفاعل معها فهي العمل بالحرف، سواء كانت إنتاجية مثل: الدباغة والخرازة والحدادة والنجارة والغزل والخياطة وصناعة الأطعمة، أو خدمية مثل: مهن السقائين والحطابين والحمالين والحلاقين. وقد شاركت المرأة الرجل في التجارة وفي بعض الحرف، وهناك حرف خاصة بالمرأة مثل: الخياطة وتزيين النساء.
عندما بدأت السعودية في تنفيذ خطط التنمية، وبالأخص في مجال بناء الطرق والموانئ وبرامج الإسكان والمدارس، احتاج الأمر في عام (1395هـ/1975م) للاستعانة بعمالة من خارج البلاد، وتم فتح الباب، واستقدام أعداد كبيرة من العمال من مختلف الجنسيات العربية والأجنبية، ومن ثم أخذ هؤلاء العمال ينتشرون في كل عمل، وتراجعت العمالة الوطنية، بعد أن كان الناس يقومون بكل شيء حتى في حلقات الخضارن وفي الأطعمة والألبسة، وحتى خدمة الحرمين الشريفين، التي كان يعتز بها أهل مكة، فقد حلت محلهم العمالة الوافدة، وتراجعوا وانصرفوا عن العمل، وغفلوا عن تعليم أولادهم حب العمل. فتسبب هذا في تراخي الهمة الوطنية، وعزوف الشباب عن العمل خاصةً في مجال الحرف، حتى اختفى أهل البلد من الحرفيين والصناع، وأوكلت هذه الحرف والصناعات إلى العمالة الوافدة واتجه الناس إلى الوظائف الحكومية. ولم يعد هناك الحرفيون المهرة كما كان في السابق.

## الحرف الخاصة بالبناء
تعد الحرفة الخاصة بالبناء من أهم الحرف اليدوية في مكة، والتي كان يعمل بها السكان لبناء مساكنهم وفي توسعة المسجد الحرام في عهد الملكين سعود وفيصل، ولكن بعد عام (1405هـ/1985م) بدأ الحرفيون المكيون في مجال البناء وما يتعلق بها يقلون، فقد انتشر التعليم في المدارس النظامية، وقل الالتفات والاهتمام بالحرف اليدوية، خاصةً بعد دخول العمالة الوافدة بشكل كبير.

### البناؤون
تميز عدد من رجال مكة بحذقهم في الأعمال المعمارية، والحرف المرتبطة بها، وكانت أعمال المعمارين في أوائل العهد السعودي تتم بالتمرين واكتساب الخبرة، نظرًا لعدم وجود مدارس وجامعات أو معاهد تدريبية في هذا التخصص، وكانت تشكل هذه الحرفة موردًا ماليًا لفئة كبيرة من المجتمع المكي، وقد قل عدد العاملين فيها الآن بشكل كبير؛ وذلك بسبب التوسع الهائل في أعمال البناء والانفتاح المعماري والحضاري الذي أدى إلى استقدام البنائين من الخارج.
كان البناؤون يقومون بالبناء باللبن، ثم بالحجارة المستخرجة من جبال مكة والطين، إلى أن تطورت مواد البناء فاستعملوا الآجر الأحمر المصنوع في النار، والذي يعرف بالطوب الأحمر، وهو عبار عن طين مخلوط مع نشارة الخشب يوضع في قوالب معينة، ويجفف في الشمس، ثم يحرق.
وفي عام (1350هـ/1931م) عُرف البناء بالإسمنت، وكثر العمل به في عام (1365هـ/1945م) وصار الناس يبنون به بيوتهم، حتى انتشر بعد 10 سنوات بشكل كبير، وأهملوا البناء بالحجارة والطوب.
ويتشابه الطراز المعماري في مكة، والمدينة، وجدة، وينبع، والطائف، من حيث التصميم والتنظيم، والبناء الداخلي والخارجي، والمواد المستعملة في تشييد المباني. وهذا ما يطلق عليه الآن: لطابع الحجازي، أو الطراز الحجازي في العمارة.

#### ألقاب ودرجات العاملين
للمعلمين والعاملين في حرفة البناء درجات وألقاب فيما بينهم؛ حيث لا ينتقل أحدهم من درجة إلى درجة عمل أرقى إلا بعد أخذ إذن من المعلم الكبير، لأن يكون بنَّاء يستقل في بناء البيوت بنفسه. والألقاب هي:
- الريس: وهو مهندس المنازل والعمارات، وتحت إمرته جميع المعلمين والعمال، ويتلقون أوامره.

- المعلم أو المقاول: هو الذي يشتغل بيده في البناء، والسؤول عن قوة البناء وضعفه، ويشتغل في البناء حسبما رسمه له الريس من الهندسة والتخطيط، وللمعلم شأن كبير في مجال صنعته، فهو الآمر الناهي على العمال المساعدين له، وقد يرقى المعلم فيصبح هو الريس.

- القراري: وهو أقل درجة من المعلم، ويعمل على إصلاح الحجارة المأخوذة من الجبال، بمعنى أنه يكسر من أطراف الحجر، كل ناتئ منه، وكل ما ضعف من أجزائه المستدقة، حتى يبقى نفس الحجر صلبًا من جميع الأطراف.

- الفلاتي: يأتي بالأحجار عند القراري ليصلحها، وأجرته اليومين كانت ستة قروش.

- المرَوِّج: وهو الذي يعطي المعلم الأحجار الصغار والخفيفة الرقيقة، ليضعها تحت الأحجار الكبيرة أو بينها حتى تستقيم ولا تتحرك، وحتجا خذخ الحرفة إلى بعض الإدراك والفهم لنوعية وترتيب الحجر المطلوب نقله إلى المعلم.

- الخلَّاط: يخلط التراب بالنورة ويعرف قياسهما ومقدارهما، ثم يعجن ذلك بالماء ويجعله طينًا صالحًا للبناء.

- الطيَّان: يناول الطين المخلوط للمعلم ليبني به، مهنته لا تحتاج إلى مهارة، أكثر من حاجتها إلى انتباه وسرعة في العمل، خاصةً إذا كان يعمل لدى معلم ماهر وسريع في استنفاد كمية الطين.

### الدهانون
يطلق على من يقومون بأعمال الدهان سواءً لجدران الغرف أو المجالس أو النوافذ والأبواب وغيرها، وكانوا يقومون بدهنا بالزيت بعد تأسيسها بطريقة خاصة معروفة لديهم، ومن ثم تركها حتى تجف، وبعد ذلك تدهن بالدهان واللون المطلوب، كذلك يطلق اسم الدهان على من يقوم ببيع أدوات الدهان.

#### ألقاب ودرجات العاملين
المليس: يقوم بأعمال اللياسة الداخلية والخارجية باستخدام النورة.
المرخم: يقوم بأعمال الدهانات باستخدام النورة
الصباغ: يستخدم الأصباغ لتكوين الألوان المطلوبة.
النقاش: يتولى أعمال الزخرفة والرسم في الأسقف وعلى الحوائط باستخدام الأصباغ.

### الحجارون
أُطلق لقب الحجارين على من يقوم بأعمال التكسير والتفتيت في الجبال والصخور، وتهيئتها على أشكال قريبة من شكل الطوب، وهي حرفة تظهر مدى المهارة التي يجب أن يتمتع بها من يقوم بالتكسير، من حيث مراقبة الأحجار وتناسقها وأنواعها وقوة تحملها، وكيف يستطيع البناء أن يؤلف بينها، وليكون في النهاية بناء جميلًا متناسق المنظر. كانت المنازل والقصور بمكة تُبنى بالحجارة الصماء المأخذوة من جبال مكة، زللعمال من أهل مكة مهارة في تكسير الجبال والصخور بالحديد والألغام منذ زمن بعيد، وكانوا يبيعون الحجارة لعمل البناء بالمئات، ويقومون بنقلها على ظهور الحمير من الجبال القريبة من مكة إلى مواقع البناء، وكان هذا حالهم إلى عام (1375هـ/1955م)، حيث استغنى الناس عن الحجارة وأصبحوا يبنون بالإسمنت.

#### ورش الحجارة
هي المكان الذي يعمل فيه الحجارة بعد ضربها وكسرها من الجبل لتجهيزها لتكون صالحة للبناء، ويستخدمون في ذلك أدوات الديناميت وبعض المعاول الحديدية.

### السماكرة
هم الذين يقومون بتصنيع الصفيح أو الزنك، ويعملون منه الفوانيس والمسارج للإضاءة، والمكاييل القديمة للوزن، والميازيب لتصريف مياه الأمطار من أسطح المنازل، والسموار لغلي الماء، والسطول والأقماع وبعض الأواني المنزلية وغيرها من المستلزمات، بالإضافة إلى إصلاح التالف منها.

### النجارون
هي حرفة نجت الخشب وتهذيبه، ومن الطوائف العاملة في النجارة النشارون، ومهمتهم شراء ونشر الأخشاب، ويقوم النجارين بعمل الأثاث ورواشين النوافذ.

### الخراطون
الخراطة من الصناعات الحرفية الدقيقة التي تحتاج إلى خبرة ودراية جيدة لكيفية ممارستها، ولها مجالات متعددة، مثل: الخراطة على مادة الحديد وذلك لعمل وتصنيع قطع مشابع للقطع الأصلية التالفة، وخرطها على مخارط مخصصة لذلكن ثم تُعمل كبدل فاقد للقطع الأصلية؛ لعدم وجود القطع الأصلية في الأسواق، إضافة إلى الخراطة على مادة الخشب، والتي تقوم على قطع الأخشاب وتركيبها مع بعضها البعض، فتتكون منها ما يشبه الموائد الصغيرة، ومن أشهرها موائد الشاي.

### الحدادون
وحرفتهم هي عملية طرح الحديد ومعالجته وطرقه للاستخدامات المختلفة، وتشكيله للانتفاع بها حسب ما يتطلبه الناس للبناء، والأدوات التي تستعمل في الحياة اليومية.

#### الأوات المصنعة
- الساطور: أداة تشبه السكين، لكنه أكبر منها حجما وأثقل وزنًا، وتستعمل في تقطيع اللحم، وخاصةً ما احتوى منه على العظم.

- الصاج: عبارة عن وعاء كبير منبسط من الحديد، يستخدم لطبخ بعض أنواع الطعام.

- مغاريف الطعام: فمنها المسطح، ومنها المُجوَّف، وهي عبارة عن ملاعق كبيرة تستخدم لعدة أغراض.

#### آلات التصنيع
الكير: وهو جلد غليظ ذو حافات ينفخ فيه الحداد.
المطرقة: لطرق الحديد، ويتم صنعها بأشكال مختلفة تلبي مختلف الحاجات.
المقص: لقص شرائح الحديد.
المشقاق: آلة تشبه المقص، ولكنها أقوى منه.

## الحرف الخاصة بالأغذية
اهتم أهل مكة بالأغذية وكيفية طهيها، والمكان الذي تعد وتوضع فيه.

### الفخرانية
يطلق على الذين يقومون بصناعة جميع الأواني الفخارية بمختلف أحجامها وأشكالها وأصنافها.

#### مراحل التصنيع
المرحلة الأولى: يتم فرز الطين وتنقيته من الشوائب بفصل رمل الفخار عن عروق الشجر العالقة به، ويترك الطين ليجف تحت حرارة الشمس، ثم يتم تفتيته بمطرقة خشبية ووضعه في أحواض مملوءة بالماء لمدة، ثم تبدأ عملية عجنه.
المرحلة الثانية: تشكيل الحرفي للطين على آلة «المرجل»، وهي آلة بدائية تُدار بالأرجل بواسطة دولاب مصنوع إما من الحجر أو الخش.
المرحلة الثالثة: آخر مراحل تلك الصناعة فتتم فيما يعرف «ببيت النار» وهي أفران حرارية مصنوعة من الحجر الناري التي تتحمل درجات الحرارة العالية، وتستخدم جذوع الأشجار وأغصانها، وكذلك الزيوت المعدنية كوقود لهذه الأفران.

### النحاسون
يطلق اسم النحاس على كل من يقوم بصنع مختلف الأواني النحاسية وزخرفتها بالحفر عليها.

### الطباخون
يعد الطبخ من أقدم الحرف على مستوى العالم، فلا يخلو بلد من بلدان العالم منها، ولقد أطلق اسم طباخ على من يقوم بطبخ وتجهيز الطعام والذين ينقسمون إلى: طباخو المناسبات والولائم، وطباخو المطاعم الشعبية والسريعة.